# Михаил Лъкатник (фестивал)
 Тази статия е за фестивала.  За писателя вижте Михаил Лъкатник.  
„Михаил Лъкатник“ е национален куклено-театрален фестивал с международно участие в Ямбол.
Организатори на фестивала са Министерството на културата, Община Ямбол, Община Тунджа, Съюзът на артистите в България, Печатници „Демакс“, Държавен куклен театър „Георги Митев“ – Ямбол, Дружеството на писателите в Ямбол.
Провежда се през година в последната седмица на април. Фестивалът носи името на родения в Ямбол писател Михаил Лъкатник.
Фестивалът се провежда в 2 направления: литературен конкурс и конкурс за спектакъл.
Литературният конкурс за написване на пиеса – приказка за куклен театър, се състои от 3 раздела – оригинален авторски текст, драматизация по класическа приказка и текст за образователен спектакъл. За участие се допускат нови пиеси, които не са публикувани и не са поставяни на сцена преди 1 декември на предходната година.
На фестивала се представят различни по жанр, стилистика, език, възрастова насоченост спектакли. Участие взимат професионални куклени театри – държавни, общински и частни, както и улични театри. Фестивалът е с конкурсен характер. Постановките се оценяват от жури, което се утвърждава от Организационния комитет на фестивала. Журито определя носителите на наградите за режисура, сценография, оригинална музика, мъжка роля, женска роля, актьорски ансамбъл, режисьорски дебют и специална актьорска награда на името на Георги Митев, която се връчва от фондацията. Голямата награда е за най-добър спектакъл, награждава се с пластиката „Играещият човек“, изработена от Георги Чапкънов. Детско жури и публиката определят отделна награда за най-добър спектакъл.
По време на фестивала се провеждат майсторски класове, семинари, изложби, работни срещи.